# 8405 Асболос
 8405 Асболос  (англ. 8405 Asbolus)  — одне з небесних тіл, відомих як Кентаври.

## Відкриття
Відкритий 5 квітня 1995 року Джеймсом Скотті і Робертом Джедіке, в рамках програми спостереження за космічним простором Spacewatch. Був названий "1995 GO".
Отримав офіційну назву в честь однойменного персонажа давньогрецької міфології — кентавра Асболоса (грец. Άσβολος).

## Фізичні характеристики
Відповідно до даних космічного телескопа Спітцер, діаметр Асболоса складає 84 ± 8 км, альбедо — приблизно 0,05 чи 0,12±0,03, абсолютна зоряна величина — 9,0.
У 1998 р. телескоп Хаббл відкрив метеоритний кратер на поверхні Асболоса, вік якого менший 10 мільйонів років.

## Орбіта
Орбіта Асболоса нестабільна, збурена впливом планет-гігантів. Асболос - "UN" об'єкт, тобто планета Уран (U від англ. Uranus) стримує його перицентр, а планета Нептун (N від англ. Neptune) — апоцентр. Період напіврозпаду орбіти — 860 тисяч років. Порівняно з орбітою 7066 Несса орбіта Асболоса хаотична.

Кеплерівські елементи орбіти
- ексцентриситет e — 0,6214°;
- нахил орбіти і — 17,61°;
- довгота висхідного вузла (☊ або Ω) — 6,0°;
- аргумент перицентра ω — 290,4°;
- середня аномалія М — 29,6°.

## Інші джерела
- "AstDys (8405) Asbolus Ephemerides". Department of Mathematics, University of Pisa, Italy. Retrieved 2010-06-28.(англ.)
- Horner, J.; Evans, N.W.; Bailey, M. E. (2004). Simulations of the Population of Centaurs I: The Bulk Statistics. The Journal of Business. Retrieved 2008-09-01.(англ.)
- "The perihelion (q) of twenty-two clones of Centaur Asbolus". Retrieved 2009-04-26. (Solex 10)(англ.)
- "Three clones of Centaur 8405 Asbolus making passes within 450Gm". Retrieved 2009-05-02. (Solex 10)(англ.)